# Naomi Rosenblumová
Naomi Rosenblumová (nepřechýleně Naomi Rosenblum; 16. ledna 1925 – 19. února 2021) byla americká historička umění a především specialistka na fotografii, autorka dvou knih o historii fotografie A World History of Photography (1984) a A History of Women Photographers (1994) a desítek odborných článků a esejí.

## Životopis
Knihu A World History of Photography (Světové dějiny fotografie) nejprve vydalo nakladatelství Abbeyville Press v roce 1994 a později byla přeložena do francouzštiny, japonštiny, polštiny a čínštiny. Zůstane klasickou standardní učebnicí a neocenitelným odkazem pro aktivní fotografy, kritiky a historiky fotografického média. Kniha patřila mezi finalisty Ceny Nadace Kraszna-Krausze. Naomi psala odborné příspěvky o Adolphe Braunovi, Lewisi Hinovi, Paulu Strandovi a celé řadě dalších významných osobností pro četné monografie, knihy nebo časopisy.
Zatímco Naomi studovala fotografy pro Světové dějiny fotografie, všimla si, že o fotografkách se všechny magazíny zmiňují až na zadních stránkách. Vysvětlila v rozhovoru pro Sylvii Sukup pro Exposure: „Udělala jsem si kartičku a prostě ji založila, protože jsem věděla, že do světových dějin A World History of Photography je nemohu dostat. Pak jsem v roce 1990 získala Gettyho stipendium a strávila tři měsíce studiem práce žen.“
Naomi a Walter Rosenblumovi získali 4. května 1998 na 14. ročníku Infinity Awards mezinárodní cenu fotografie za celoživotní dílo.
Díla Rosenblumové jsou archivována v Centru kreativní fotografie na University of Arizona v Tucsonu v Arizoně.

## Osobní
Naomi si v roce 1949 vzala válečného fotografa a učitele Waltera Rosenbluma a jsou rodiči dokumentární filmařky Niny Rosenblumové.
V roce 1977 spolu se svým manželem a Barbarou Millsteinovou byli kurátory výstavy America and Lewis Hine, retrospektivy díla Lewise Hineho v Brooklynském muzeu v New Yorku. V roce 1980 byli Čínskou lidovou republikou pozváni k instalaci této výstavy v Pekingu; šlo o první oficiální zápůjčku z amerického muzea do Číny.

## Dílo
- 1980: Výstava America and Lewis Hine, Beijing, Čína.
- 1984: A World History of Photography, Abbeville Press.
- 1989: In: Larry Heinemann, Changing Chicago: a photodocumentary, University of Illinois Press.
- 1992: In: Therese Thau Heyman, Seeing straight: the f.64 revolution in photography, Publication Information, Oakland Museum.
- 1992: A History of Women Photographers, Abbeville Press.
- 1998: Documenting a myth: the South as seen by three women photographers, Chansonetta Stanley Emmons, Doris Ulmann, Bayard Wootten, 1910–1940.
- 1999: Photo League, FotoEspana, Madrid, Španělsko.
- 2000: A History of Women Photographers, 2. vydání, Abbeville Press.
- 2010: A History of Women Photographers, 3. vydání, Abbeville Press.